# Popielové
Popielové (polsky Popielidzi) – odborný název, který je používán populárně-naučné literatuře, jde o pojmenování mytické dynastie, která vládla před Piastovci. Její poslední člen se měl jmenovat Popiel III., což je ve shodě se záznamy Galla Anonyma.

## Význam slova
Slovo "Popiel" v polštině znamená označení pro barvu: šedá, popelavá. Zatím co pro slovo "popel" je polské slovo: popiół.

## Historie
Historie tři předchůdců Měška I. (polsky Mieszko I.) Siemomysła, Lestka a Siemovíta (řazeno od Měška směrem nahoru) se zdá být historiky a badateli obecně akceptována. Postavy Popiela I., nebo Piasta vzbuzují větší diskuzi. Z polských kronik je jediné dílo a to kronika Galla Anonyma, která se zmiňuje o časech před panováním Měška I. Autor Gallus Anonymus v ní uvádí jediného knížete, který panoval před Piastovci a to byl Popiel. 
Další členové dynastie Popielů jsou známí z kronik Vincenta Kadlubka (polsky Wincenty Kadłubko), nebo Jana Dluhoše (polsky Jan Długosz), které nauka zásadně odmítá, a to jako zdroje které by objasnily historii před Piastovci. 

## Představitelé
Za prvního vládce této dynastie je považován Lešek II. (polsky Leszko II.), který je popsán Vincentem Kadlubkem, stejně jako Janem Dluhošem. Jeho synem a nástupcem byl Lešek III. (polsky Leszko III.), jeho synem pak byl Popiel I. Posledním vládcem měl být Popiel II., syn Popiela I.
Mimo Popiela I. měl mít Lešek III. ještě 20 (slovy dvacet) nemanželských synů.

## Název
Všechny legendární předpiastovské vládce jistý autor z 18. století Benedikt Chmielowski (polsky Benedykt Chmielowski) ve svém díle Nové Atény, počítá do "Prvních klasických monarchů Polska" (polsky Pierwsza Classis Monarchia Polski).
Historik Felix Konečný (polsky Feliks Koneczny) poprvé nazval dynastii, ze které povstal Popiel, jménem Popielové (polsky Popielówie).

## Genealogie
```
Lešek I.
 > 
Lešek II.
 > 
Lešek III.
 >  1. 
Popiel I.
               > 
Popiel II.
 > 
Popiel III.

                                  >  2. Boleslav  (
Bolesław
)                 > 
Lech

                                  >  3. Kazimír   (
Kazimierz
)
                                  >  4. Vladislav (
Władysław
)
                                  >  5. Vratislav (
Wratysław
)
                                  >  6. Oddon
                                  >  7. Barwin
                                  >  8. Přibyslav (
Przybysław
)
                                  >  9. Přemyslav (
Przemysław
)
                                  > 10. Jaksa
                                  > 11. Semian
                                  > 12. Siemovít  (
Siemowit
)
                                  > 13. Siemomysl (
Siemomysł
)
                                  > 14. Bogdal
                                  > 15. Spytihněv (
Spicygniew
)
                                  > 16. Spytimír  (
Spicymir
)
                                  > 17. Zbyhněv   (
Zbigniew
)
                                  > 18. 
Soběslav
  (
Sobiesław
)   > Arlemiuš (
Arlemiusz
) > 
Sobieští s erbem Janina
 (
Sobiescy herbu Janina
) 
                                  > 19. Vizimír   (
Wizymir
)
                                  > 20. Čestmír   (
Czestmir
)
                                  > 21. Věslav    (
Wisław
)
```

## Galerie

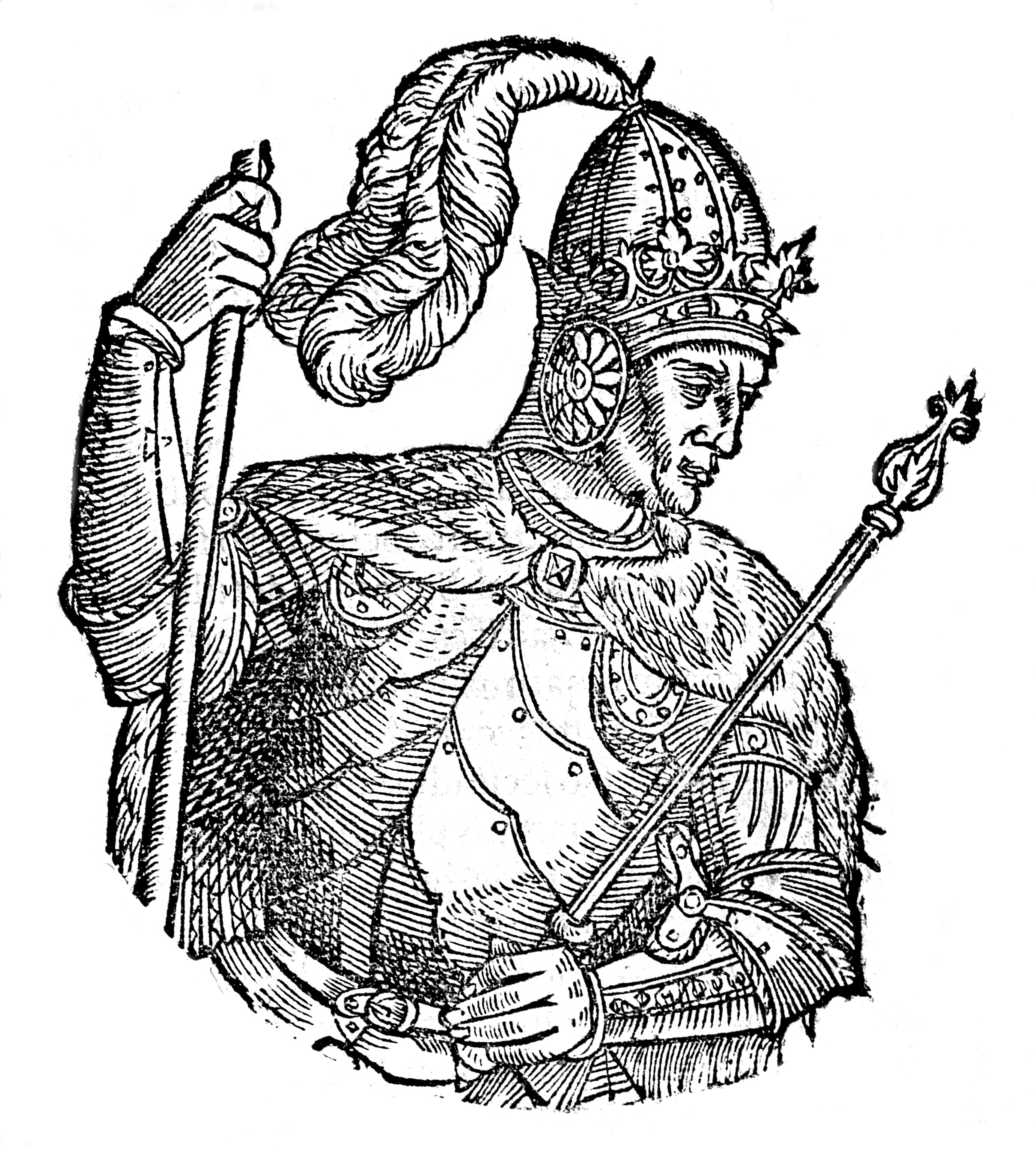
Lešek I.
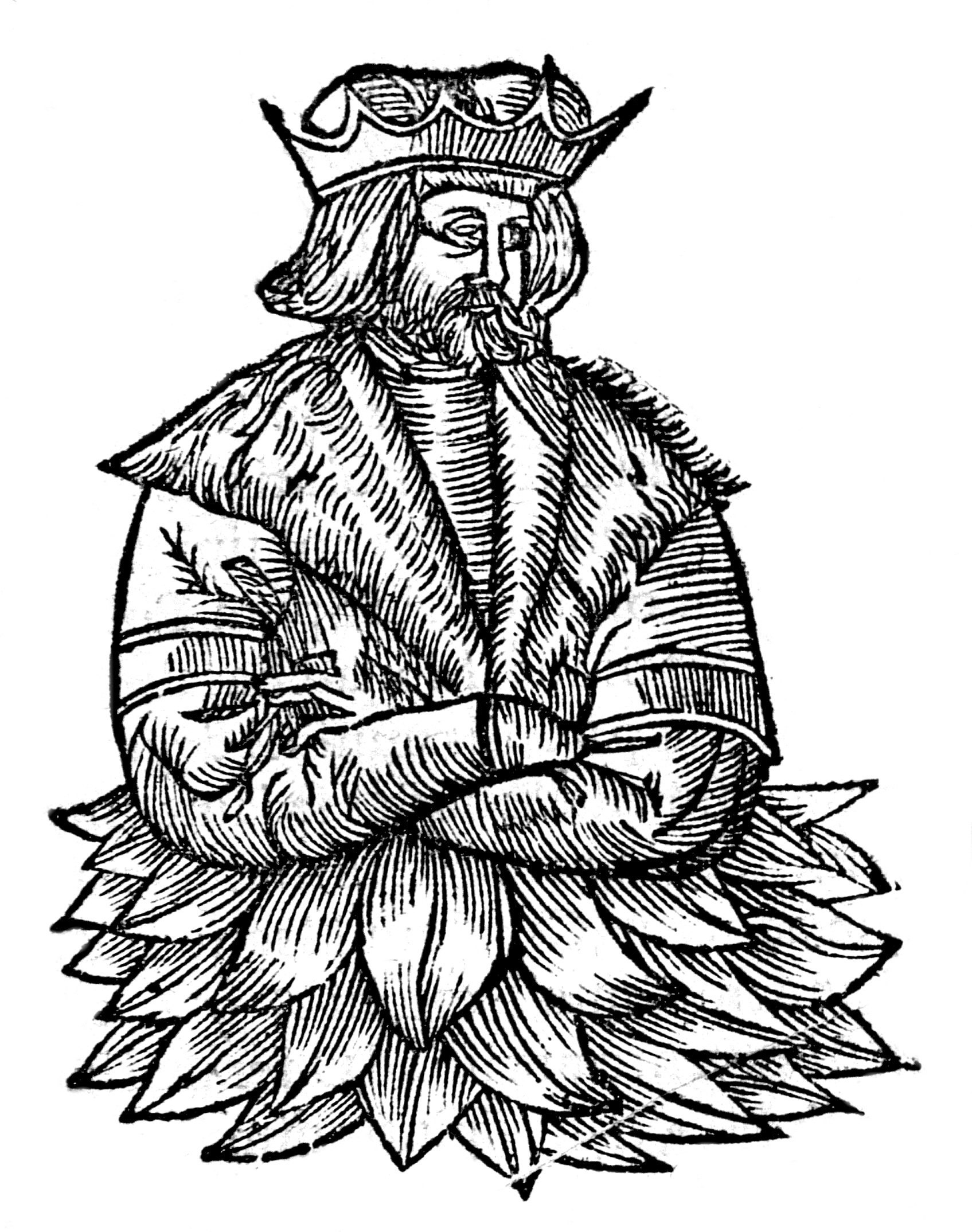
Lešek II.
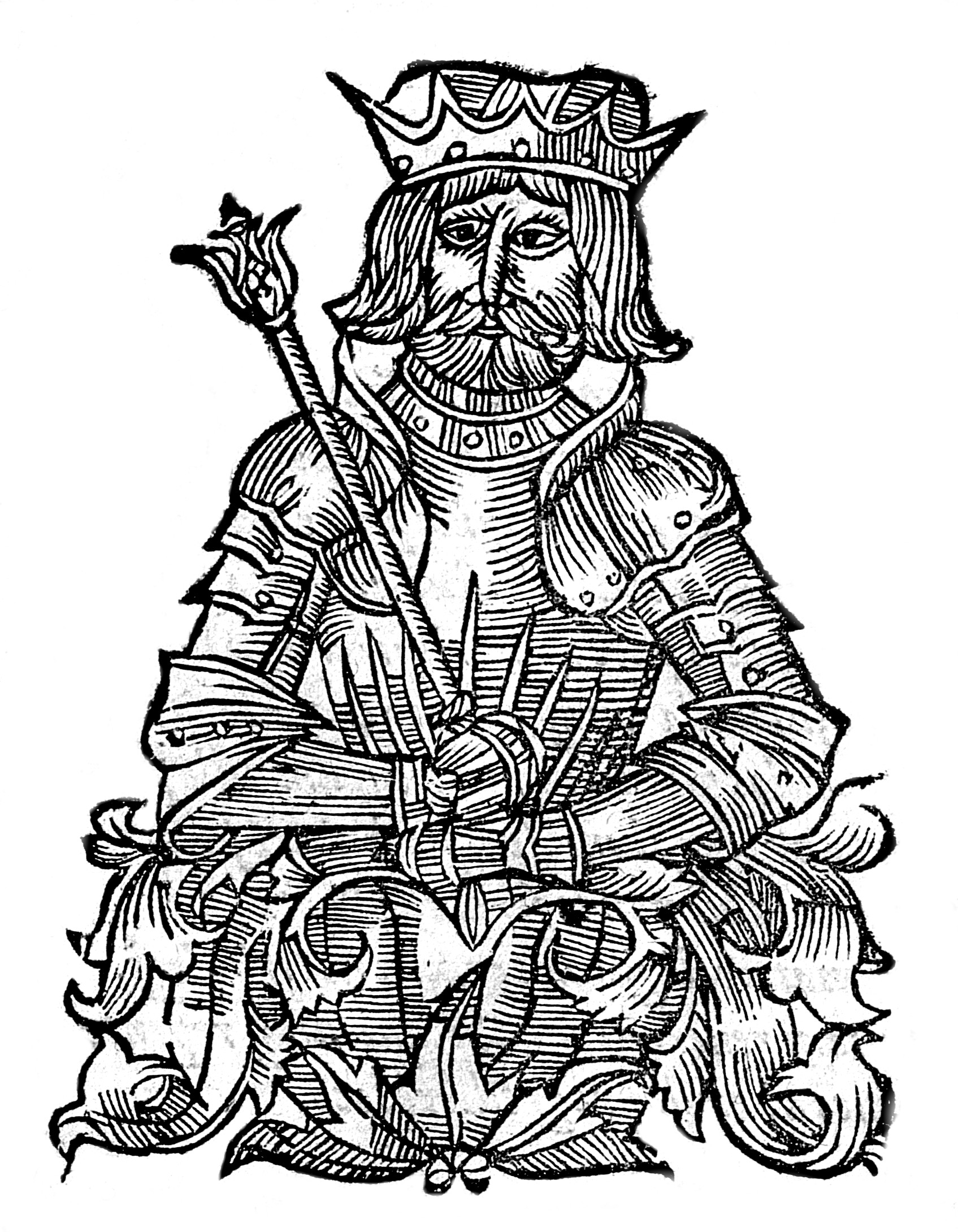
Lešek III.
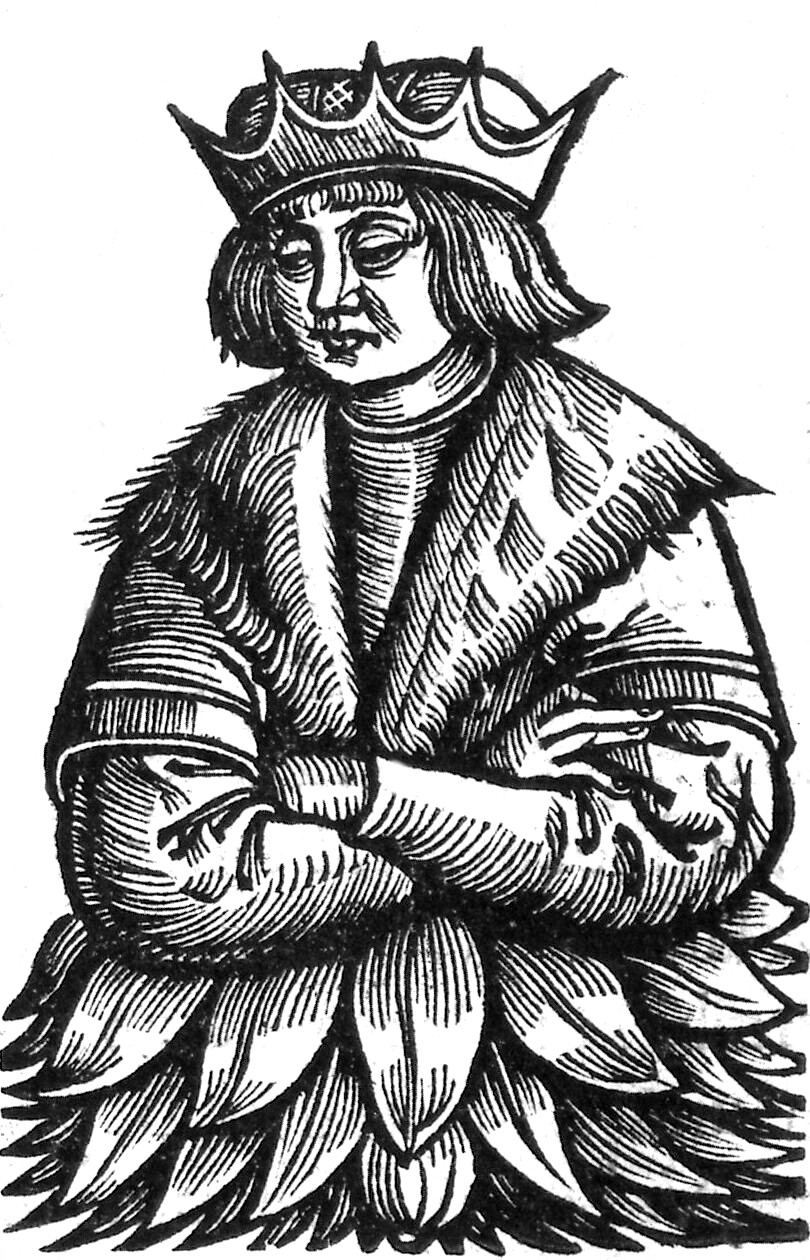
Popiel I.
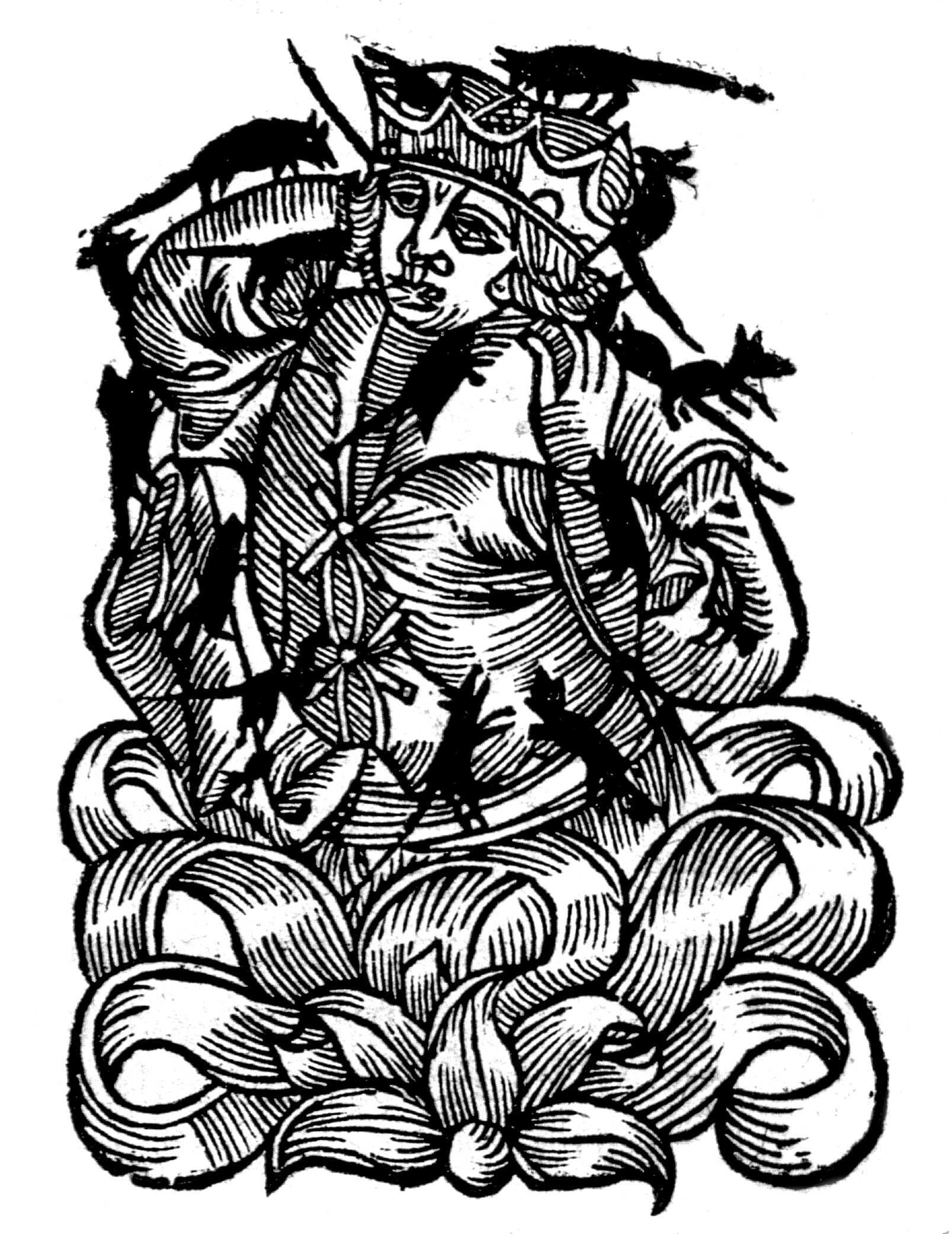
Popiel II.
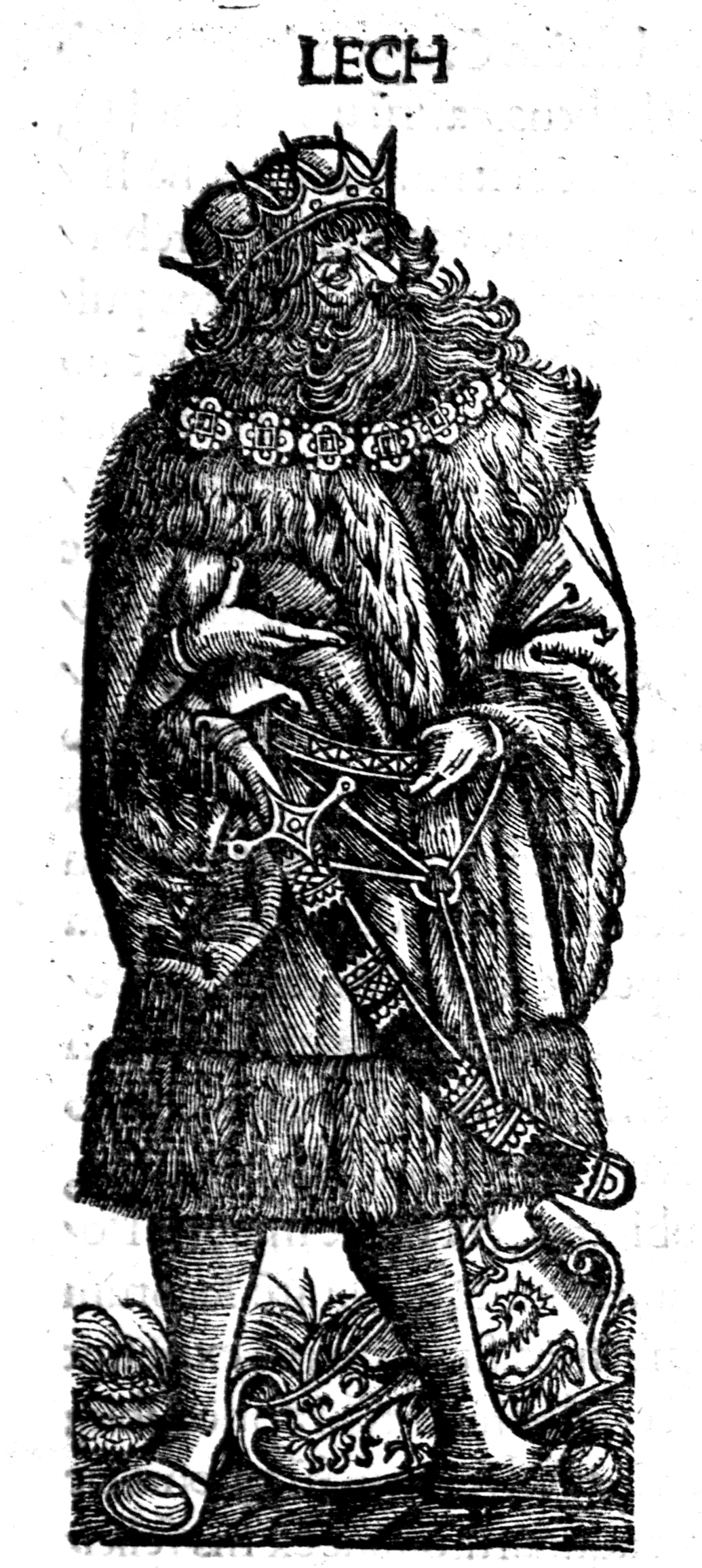
Lech (ilustrace z Chronica Polonorum od Maciej Miechowita)